# Walmer Castle (barco de 1855)
El Walmar Castle fue botado en Sunderland en 1855. Navegó entre Inglaterra y China, India, Australia y Java. El barco se destruyó en un incendio en la Navidad de 1877.

## Historia
El Walmar Castle apareció por primera vez en el Lloyd's Register (LR) en 1856.
| Año  | Capitán               | Propietario           | Comercio          | Fuente y notas                           |
| ---- | --------------------- | --------------------- | ----------------- | ---------------------------------------- |
| 1856 | Daniels               | Green & Co.           | Londres-China     | LR                                       |
| 1864 | Ormsby, S.Bax         | Green & Co.           | Londres-India     | LR                                       |
| 1866 | S.Bax W.Styles        | Green & Co.           | Londres-India     | LR                                       |
| 1867 | W. Styles. A. Tucker. | Green & Co.           | Londres-India     | LR; pequeñas reparaciones 1867           |
| 1868 | A. Tucker. Burridge.  | Green & Co.           | Londres-India     | LR; pequeñas reparaciones 1867           |
| 1869 | Burridge              | Green & Co.           | Londres-Australia | LR; pequeñas reparaciones 1867           |
| 1872 | Burriddge.            | Green & Co.           | Londres-India     | LR; pequeñas reparaciones 1867           |
| 1872 | Wildash               | Green & Co.           | Londres-India     | LR; pequeñas reparaciones 1867           |
| 1875 | Wildash S. Boosey     | Green & Co. J.K.Welch | Londres           | LR; pequeñas reparaciones 1867           |
| 1877 | Lanfesty              | J.K.Welch             | Londres           | LR; pequeñas reparaciones en 1867 y 1875 |

## Incendio
Un telegrama de Batavia fechado a las 11:40 horas del 26 de diciembre de 1876 informaba de que el Walmer Castle, con Lanfesty como capitán, había ardido hasta el borde del agua. Llevaba su carga de salida a bordo y toda la carga se había perdido. Tenía la intención de navegar de Java a Holanda. Se desconoce la causa del incendio.